# Tixo
Tixo ist ein in den 1950er-Jahren durch das Unternehmen Kores in Wien entwickeltes transparentes Klebeband entsprechend dem Tesafilm.
Robert Koreska hatte die Idee aus den USA mitgebracht, wo 3M unter der Marke Scotch den Markt schon entwickelt hatte. Er ließ das erste österreichische Selbstklebeband im betriebseigenen Labor entwickeln. Dessen Leitung hatte Ludwig Reindl inne, der dadurch als Erfinder dieses Produktes gilt.
Den Namen hatte Koreska gewählt. Er stammt aus einem Anagramm von Tiox, einer Marke von Koreska für Tinten und Stempelkissen. Tiox stammt wiederum aus einer Kurzform für chemische Grundstoffe wie Titanoxid.
1985 stellte Koreska die Produktion der Klebebänder ein. Die deutsche Beiersdorf AG übernahm die Markenrechte und ersetzte Tixo teilweise durch die eigene Marke Tesa.
Die Bezeichnung Tixo wird in Österreich auch als Gattungsname für transparentes Klebeband verwendet. Im Österreichischen Wörterbuch wird es als sächliches Substantiv angeführt:

„Tixo® das, -s/-s (Wz.): ein durchsichtiger Klebestreifen“

Im deutschen Duden wird Tixo als maskulines Substantiv aufgeführt:

„Tixo®, der: durchsichtiges Klebeband“

In Bulgarien wird auch Tixo (Bulgarisch: Тиксо) verwendet, um jede Art von Klebeband zu bezeichnen.